# Národní (Plzeň)
Národní je ulice v plzeňské části Újezd, v městském obvodě Plzeň 4. Spojuje ulici V Brance s ulicí U Smaltovny. Nachází se mezi ulici Dýšinská a Na Drážkách. Z jihu do ulice vstupuje ulice Na Radlici. V polovině ulici leží křižovatka s ulicí V Zápolí. V ulici se nachází házenkářské hřiště a základní škola. Veřejná doprava ulicí neprochází, avšak je situována do zastávek Rozcestí Újezd a Svatojirská v ulici V Brance.

## Firmy a instituce
- Základní škola Plzeň-Újezd, Národní 76/1
- TJ Plzeň Újezd z.s., Národní 196/3